# Dirty Pair Flash
Dirty Pair Flash est une série télévisée d'animation japonaise en 16 épisodes de 26 minutes, créée d'après la série télévisée Dan et Danny et diffusée entre 1994 et 1996 sous forme d'OAV. Cette série est inédite en France.

## Synopsis
En 2248, Dan et Danny sont à 17 ans deux "Anges de la Galaxie", en d'autres termes des agents spéciaux de la galaxie travaillant pour la WWWA. 
Elles font leur métier en causant d'énormes dommages collatéraux. Elles adoptent un petit chat, Mughi, durant leur première mission.

## Distribution des voix

### Voix japonaises
- Mariko Kouda : Yuri
- Rica Matsumoto : Kei
- Jouji Nakata : Waldess
- Kenichi Ono : Touma
- Yumi Tōma : Flair
- Akio Ōtsuka : Calbee
- Hazime Koseki : Garner
- Jin Yamanoi : Transvestite (1)
- Katsuyo Endou : Lilly
- Kazuhiro Nakata : Chief of Security (eps 1-2)
- Kenichi Sakaguchi : Silica 2000 (1)
- Kikuko Inoue : Kumi Kazamatsuri
- Kiyomitsu Mizuuchi : SCC Computer
- Kiyoyuki Yanada : Iwashimizu
- Masashi Sugawara : Gold Ohara (1)
- Masato Hirano : Goat Abiko (1)
- Mika Saeda : Female Engineer (1)
- Mitsuteru Hoshino : Washiri
- Sakura Tange : Saori
- Shigezō Sasaoka : Chief Poporo (1)
- Tadashi Sugahara : Gustav
- Takashi Nagasaki : Newscaster (1)
- Yuri Shiratori :  as Leena

## Épisodes
1. Mission 1 - Épisode 1 - Runaway Angel (ＲＵＮＡＷＡＹ ＡＮＧＥＬ)
2. Mission 1 - Épisode 2 - Darkside Angel (ＤＡＲＫＳＩＤＥ ＡＮＧＥＬ)
3. Mission 1 - Épisode 3 - Frozen Angel (ＦＲＯＺＥＮ ＡＮＧＥＬ)
4. Mission 1 - Épisode 4 - Sleeping Angel (ＳＬＥＥＰＩＮＧ ＡＮＧＥＬ)
5. Mission 1 - Épisode 5 - Stray Angel (ＳＴＲＡＹ ＡＮＧＥＬ)
6. Mission 1 - Épisode 6 - Lovely Angel (ＬＯＶＥＬＹ ＡＮＧＥＬＳ)
7. Mission 2 - Épisode 1 - Tokyo Holiday Network (東京ホリデー　Ｎｅｔｗｏｒｋ)
8. Mission 2 - Épisode 2 - Mysterious High School Seventeen (Ｓｅｖｅｎｔｅｅｎ　ミステリー学園)
9. Mission 2 - Épisode 3 - Steamy Hotsprings Romantic Tour (湯煙Ｒｏｍａｎｔｉｃ　ツアー)
10. Mission 2 - Épisode 4 - Sparkling Flower Shop of Love (キラキラ純愛　ＦｌｏｗｅｒＳｈｏｐ)
11. Mission 2 - Épisode 5 - Tokyo Airport Hot Pursuit (ＴＯＫＹＯ　追撃エアポート)
12. Mission 3 - Épisode 1 - Snow White Chaser (白銀の追撃者)
13. Mission 3 - Épisode 2 - Pink Sniper (ピンクの狙撃手)
14. Mission 3 - Épisode 3 - The Winners In Summer Colors (夏色の勝利者)
15. Mission 3 - Épisode 4 - My Boy In Rose Color (薔薇色の美少年)
16. Mission 3 - Épisode 5 - Grey Colored Avenger (灰色の復讐者)

## Commentaires
C'est un remake de la série originale, le design des personnages est plus jeune et différent.